# Дуда, Анджей
А́нджей Себа́стьян Ду́да (пол. Andrzej Sebastian Duda; род. 16 мая 1972, Краков, ПНР) — польский юрист и государственный деятель. Президент Польши с 6 августа 2015 года по 6 августа 2025 года.
Начал политическую карьеру в рядах независимого профсоюза «Солидарность». До избрания президентом занимал должности Заместителя государственного секретаря Министерства юстиции (2006—2007), заместителя государственного секретаря Канцелярии президента Леха Качиньского (2007—2010) и депутата Краковского городского совета VI созыва, Сейма VII созыва и Европарламента VIII созыва от оппозиционной на тот момент партии «Право и справедливость».

## Биография
Анджей Дуда родился 16 мая 1972 года в Кракове.
В 1996 году окончил факультет права и администрации Ягеллонского университета в Кракове. В феврале 1997 года начал свою научную и преподавательскую работу на кафедре судопроизводства Ягеллонского университета. В октябре 2001 года был зачислен в штат отдела административного права Ягеллонского университета. В январе 2005 года получил степень доктора права на основании докторской работы, написанной под руководством руководителя Кафедры административного права Факультета Права и Администрации Ягеллонского Университета Яна Циммерманна.

### Семья
Отец, Ян Тадеуш Дуда (род. 29 апреля 1949), — профессор технических наук.
Мать, Янина Милевская-Дуда (род. 1949), — профессор химии.
Дядя по отцу, Антоний Дуда (род. 25 декабря 1950), является депутатом Сейма Польши восьмого созыва с 2015 года.
Дед по отцовской линии, Алоиз Дуда (пол. Alojzy Duda, 1907—1992), был меховщиком. Родной брат Алоиза, Францишек (пол. Franciszek), воевал в составе Армии Крайовой с 1943 года и был взят немцами в плен, подвергался пыткам в гестапо и погиб.
Дед по материнской линии, Никодим Милевский (пол. Nikodem Milewski), был призван в русскую армию во время Первой мировой войны, но дезертировал, в 1918 году вступил в Войско польское и принял участие в польско-советской войне. После увольнения из армии работал в Статистическом управлении. Его брат Виктор и сын Лех были партизанами — в частности, Лех Милевский участвовал в Варшавском восстании.

### Личная жизнь
21 декабря 1994 года Анджей Дуда женился на учительнице немецкого языка Агате Корнхаузер — дочери литератора Юлиана Корнхаузера. В 1995 году у пары родилась дочь Кинга (пол. Kinga).

## Карьера

### Ранняя политическая деятельность
В 1989 году принимал участие в деятельности Гражданского комитета «Солидарность». В 1990 и 1995 годах состоял в предвыборном штабе кандидата в президенты Леха Валенсы.
В 2000 году вступил в либеральную партию «Союз свободы». Сам Дуда при этом утверждал, что никогда не был членом партии. Тем не менее, документы из Национального архива в Спытковице подтверждают членство Дуды в «Союзе свободы», так как он присутствовал в 2001 году на региональном съезде партии в Малопольском воеводстве и заплатил членский взнос в 2002 году.
В 2006 году назначен заместителем государственного секретаря в Министерстве юстиции в правительстве Ярослава Качиньского.
На парламентских выборах в 2007 году кандидат партии «Право и справедливость» в Сейм от 15-го избирательного округа. В парламент не прошёл. 15 ноября 2007 года отправлен в отставку с должности Заместителя госсекретаря в Министерстве юстиции в связи с избранием в состав Государственного трибунала.

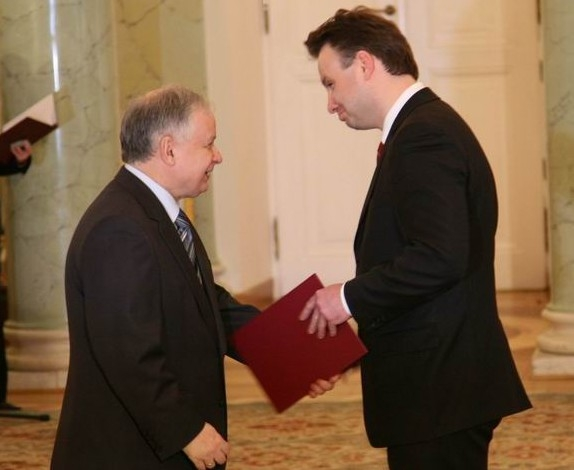
Анджей Дуда (справа) и Лех Качиньский в 2008 году

16 января 2008 года назначен Заместителем государственного секретаря в канцелярии президента Леха Качинского. В то время в его обязанности входил надзор за президентским законодательством. Кроме того, Дуда был представителем президента в Сейме. 12 апреля 2010 года вместе с Государственным министром Боженой Борис-Шопой курировал прибытие тела первой леди Марии Качиньской, погибшей в авиакатастрофе Ту-154 в Смоленске. 5 июля 2010 года Дуда подал в отставку.

### Депутат
На местных выборах 2010 года кандидат «Права и справедливости» в Президенты Кракова. Занял 3-е место с результатом в 22,38 %. На тех же выборах избран депутатом Краковского городского совета.
На парламентских выборах 2011 года избран в Сейм VII созыва по списку партии «Право и справедливость» от 13-го избирательного округа. В парламенте Анджей Дуда заседал, в частности, в Законодательном комитете и его постоянном подкомитете при Конституционном трибунале и Комитете по конституционной ответственности. Также он был представителем Сейма в Конституционном трибунале. Он был членом комитетов: защиты демократического правового государства, расследования смоленской катастрофы, защиты свободы слова, защиты жизни и семьи, традиций и памяти «проклятых солдат». Всего в Сейме Дуда выступил 139 раз, выступал за поправки в Уголовный кодекс и был противником вступления Польши в еврозону. В 2012 году предлагал введение уголовной ответственности за экстракорпоральное оплодотворение.
В сентябре 2013 года как один из десяти депутатов Сейма признан лучшим депутатов по версии еженедельника «Polityka».
С 27 ноября 2013 года по 9 января 2014 года занимал должность пресс-секретаря партии «Право и справедливость».
В январе 2014 года возглавил предвыборную кампанию «Права и справедливости» на выборах в Европарламент. По результатам выборов, состоявшихся 25 мая 2014 года, получил мандат, таким образом сложив полномочия депутата Сейма. В Европейском парламенте вступил во фракцию «Европейские консерваторы и реформисты».

### Президентские выборы 2015 года
6 декабря 2014 года выдвинут партией «Право и справедливость» кандидатом в президенты Польши. 30 марта 2015 года кандидатура Анджея Дуды была зарегистрировано Национальной избирательной комиссией. Дуда получил поддержку партий «Пяст», «Правые Речи Посполитой», «Солидарная Польша», «Лига защиты независимости», «Польша вместе» и профсоюза «Солидарность».
В рамках предвыборной кампании Дуда посетил 241 населенный пункт, а также провели две встречи с польской диаспорой в Лондоне и Страсбурге.
10 мая 2015 года на выборах президента Польши набрал наибольшее количество голосов (34,76 %) и вышел во второй тур вместе с действующим президентом Польши Брониславом Коморовским. По результатам второго тура выборов, прошедших 24 мая 2015 года, Анджей Дуда был избран шестым президентом Польши, набрав 51,55 % голосов избирателей. Через два дня после выборов покинул свою партию.

### Дальнейшая деятельность
22 января 2016 года Анджей Дуда во время открытия XII симпозиума Польского трансплантационного общества пожертвовал свои органы в случае смерти, подписав карту донора, и призвал всех поляков поступить так же.

## Президентство

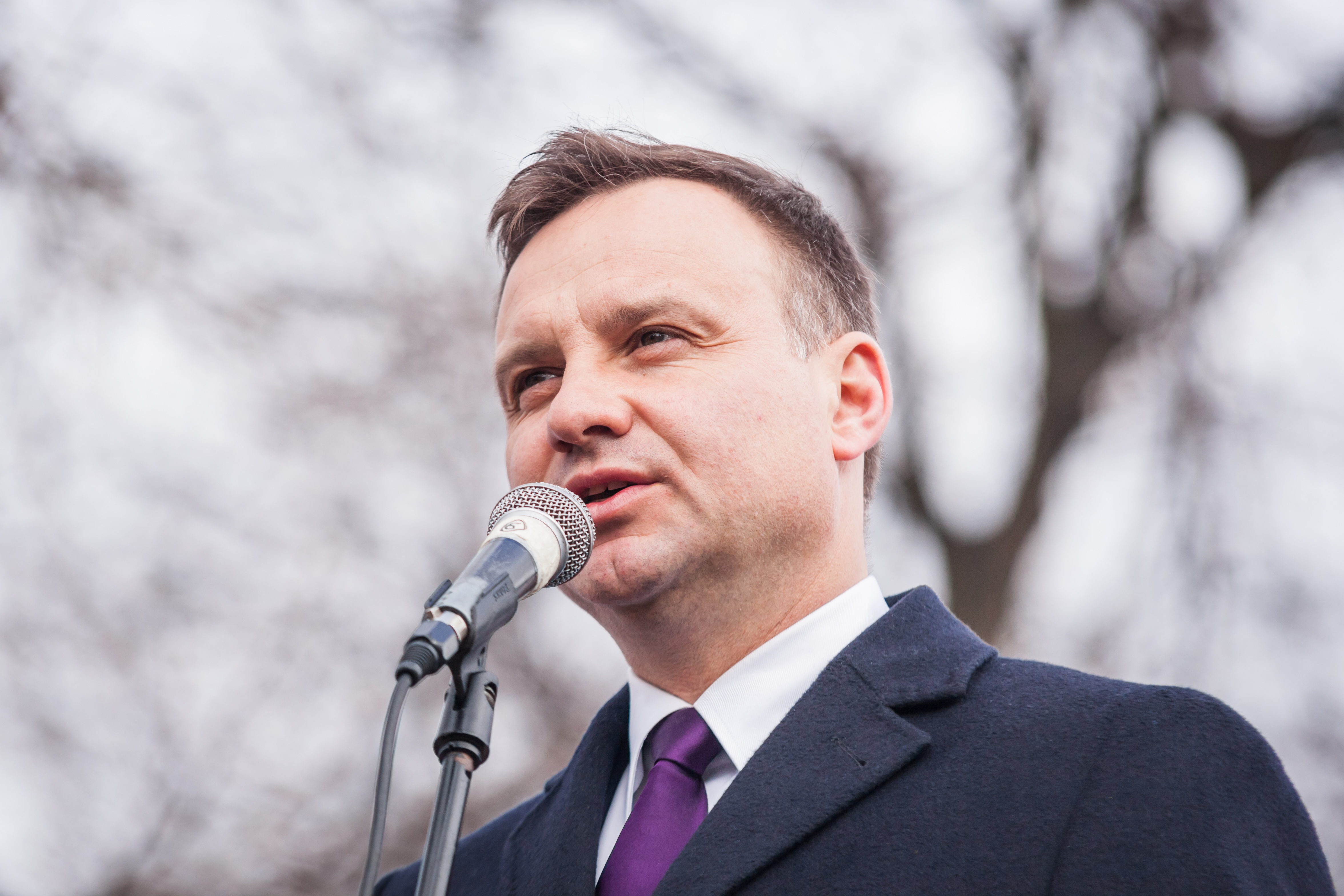
Кандидат в Президенты Анджей Дуда, 31 марта 2015

Анджей Дуда победил на выборах 2015 года, сменив действующего президента Бронислава Коморовского.
6 августа 2015 года состоялась торжественная публичная присяга Анджея Дуды, после принесения которой он официально вступил в должность президента.

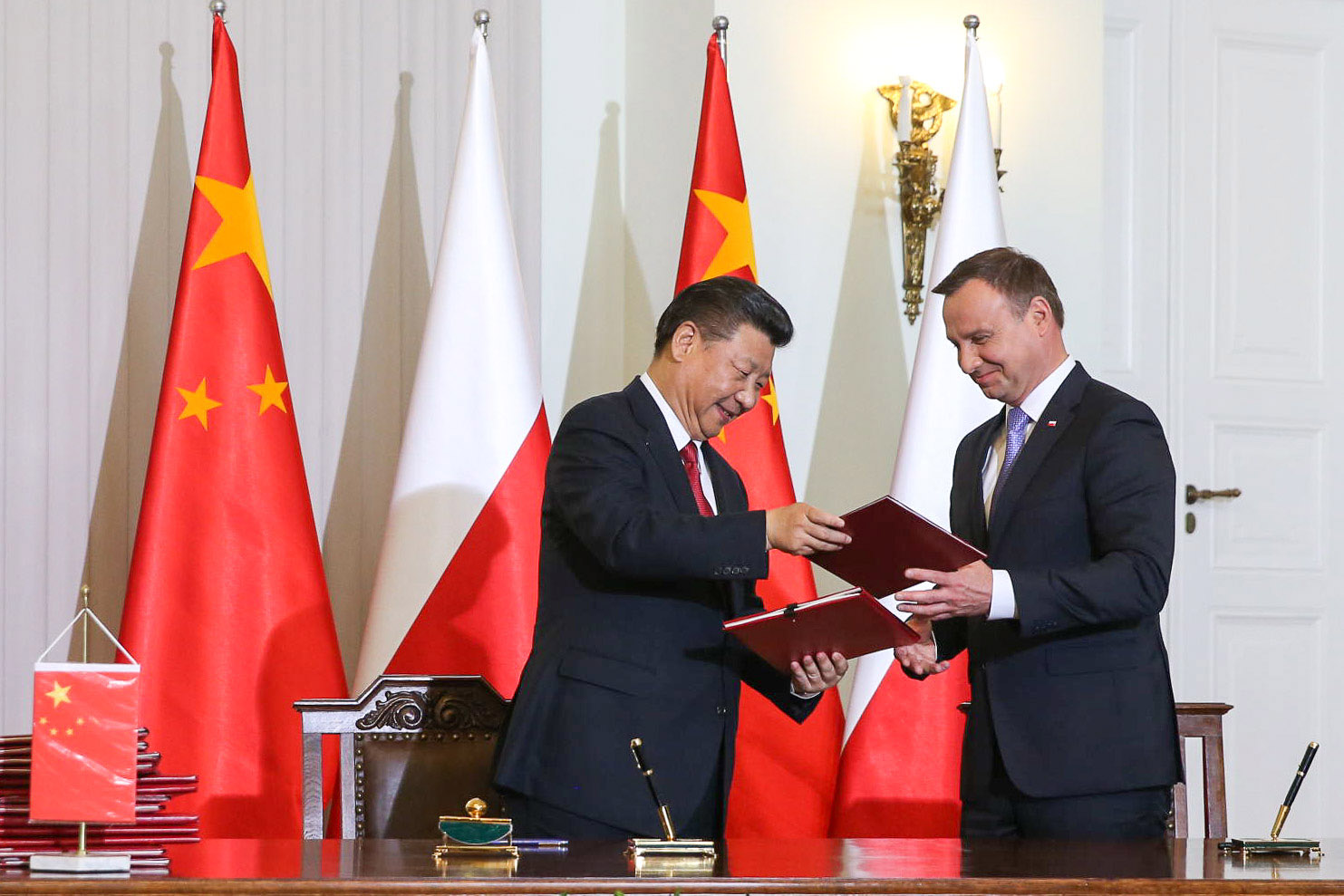
Си Цзиньпин и Дуда

Переизбран на второй срок в 2020 году с результатом в 51,03 % во втором туре.
6 августа 2020 года прошла церемония инаугурации Анджея Дуды.
22 ноября 2022 года Bloomberg сообщил, что президент Польши Анджей Дуда признался, что его обманул шутник, выдававший себя за президента Франции Эммануэля Макрона, когда на прошлой неделе говорил с мировыми лидерами о ракетном ударе, в результате которого погибли двое в деревне недалеко от границы с Украиной. Агентство отметило, что в семиминутном клипе можно услышать, как Дуда говорит человеку, изображающему из себя Макрона, что он был очень осторожен, не обвиняя Москву в инциденте, потому что не хочет войны с Россией.
Историческое прошлое во внешней политике Анджея Дуды
20 мая 2016 года Дуда подписал закон о запрете пропаганды коммунизма «или другого тоталитарного режима» в названиях улиц, зданий и других общественных объектов, причём под названиями следует понимать те, что «символизируют репрессивную, авторитарную и несуверенную систему власти в Польше в 1944—1989 годах».
После того как 22 июня следующего года Сейм Польши принял поправки в закон о запрете пропаганды коммунизма или другого тоталитарного строя, они 17 июля были подписаны Дудой.
Согласно пояснительной записки к данному документу, в соответствии с поправками «станет невозможной установка памятников, пропагандирующих тоталитарный строй». В Польше стали сносить памятники Красной Армии.
В 2017 году Дуда назвал условием хороших российско-польских отношений «признание правды о сложном прошлом, в том числе об истреблении поляков в 1930-х годах, которое совершило советское государство».
6 февраля 2018 года Дуда поставил поправки к закону об Институте национальной памяти, вводящий уголовную ответственность за пропаганду идеологии украинских националистов и обвинения польского народа в причастности к Холокосту и пособничестве фашистам.
В июле того же года, во время визита на Украину, Дуда сделал заявление по Волынской резне: «Это была обычная этническая чистка. Речь шла о том, чтобы убрать поляков с тех территорий».
Спустя несколько дней он назвал Степана Бандеру и Романа Шухевича «преступниками, которые непосредственно ответственны за преступления против польского народа».
На совместной пресс-конференции с президентом США Дональдом Трампом, прошедшей в июне 2019 года, Дуда несколько минут посвятил рассказу о том, что «Россия всегда хотела захватить часть территории Польши» и об «оккупировании» его страны в советский период.
Тогда же он высказал точку зрения, что поляки, в отличие от россиян, «более смелые и способны сражаться до конца независимо ни от чего».
В конце 2019 года в Варшаве состоялись траурные мероприятия по случаю 80-летней годовщины начала Второй мировой войны. Российская делегация не получила приглашения на мероприятие. По официальной версии, это было связано с тем, что Россия не состоит в какой-либо дружественной Польше организации (НАТО, ЕС или Восточное партнёрство), а российская позиция, по словам замминистра иностранных дел Польши Шимона Шинковского вель Сенка, не соответствует исторической правде.
В своей речи на открытии мероприятий Дуда назвал Советский Союз 1939 года союзником гитлеровской Германии.
В интервью газете Bild Дуда сказал: «Красная Армия уже 17 сентября 1939 года вошла в Польшу как крупнейший союзник нацистской Германии». По его мнению, после войны Польша стала «государством-сателлитом СССР, пленниками коммунизма», а последствия войны для неё по-настоящему закончились только в 1989 году.
На встрече с президентом Украины Владимиром Зеленским, состоявшейся в январе 2020 года, Дуда предложил главе украинского государства вместе почтить «память солдат, и польских, и украинских, которые в 1920 году сражались с большевистским нашествием», заявив:

Это столетие Варшавской битвы, а также столетие той великой войны, где с одной стороны против большевиков сражались польские солдаты, которых мы часто символически называем солдатами Пилсудского. С другой стороны был Петлюра и его солдаты, украинские солдаты, которые также мужественно отдали жизни в той войне, сражаясь за то же самое дело, что и наши солдаты.
— Анджей Дуда

## Награды
- Орден Стара планина (2016 год)[46].
- Орден Белого орла (2015 год).
- Большой крест ордена Возрождения Польши (2015 год).
- Большой крест португальского ордена Заслуг (2008 год, Португалия)[47].
- Большой крест ордена Святого Олафа (23 мая 2016 года, Норвегия).
- Золотая цепь ордена Витаутаса Великого (2019 год, Литва)[48].
- Орден Свободы (28 июня 2025 года, Украина) — за выдающиеся личные заслуги в укреплении украинско-польского международного сотрудничества, поддержку государственного суверенитета и территориальной целостности Украины[49].
- Орден князя Ярослава Мудрого I степени (23 августа 2021 года, Украина) — за выдающийся личный вклад в укрепление украинско-польского межгосударственного сотрудничества, поддержку независимости и территориальной целостности Украины[50].
- Золотой Олимпийский орден (23 июля 2022 года).
- Большой крест ордена Креста Витиса (4 июля 2023 года, Литва)[51].
- Крест Добрососедства (2024 год, Объединённый переходный кабинет Беларуси)[52].
- Крест Признания I класса (20 февраля 2025 года, Латвия)[53].
- Цепь ордена Креста земли Марии (7 апреля 2025 года, Эстония)[54].
- Цепь ордена Заслуг pro Merito Melitensi (2025 год, Мальтийский орден)[55].
- Цепь ордена Макариоса III (2021 год, Республика Кипр)[56].
- Почётный гражданин Сеула (2018 год)[57].